# 7323 Robersomma
7323 Robersomma (1979 SD9) là một tiểu hành tinh vành đai chính được phát hiện ngày 22 tháng 9 năm 1979 bởi N. S. Chernykh ở Đài vật lý thiên văn Crimean.